# キスジゲンロクダイ
キスジゲンロクダイ（黄筋元禄鯛、学名：Coradion chrysozonus）は、スズキ目チョウチョウウオ科タキゲンロクダイ属に分類される魚類の一種。タキゲンロクダイ属のタイプ種である。種小名と英名は「金のベルト」を意味し、本種の縞模様に由来する。

## 形態
- 全長15cm[3]。
- オレンジ色と白色の縞模様[4]。
- 卵のような形の体形[5]。
- 腹鰭が黒い[5]。

よく似た種

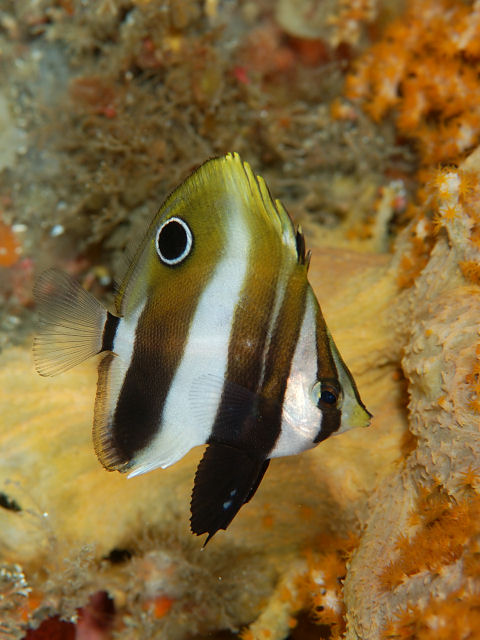
タキゲンロクダイ

本種はタキゲンロクダイとよく似ている。
外見上酷似しているが、
- 背鰭の眼状斑が、本種は成魚にも残るが、タキゲンロクダイは成魚になると消失する[注釈 2]。
- 目を通す茶色の帯が、本種は鰓より下にも延び、タキゲンロクダイは鰓の下まで延びない。

といった相違点がある。

## 生態

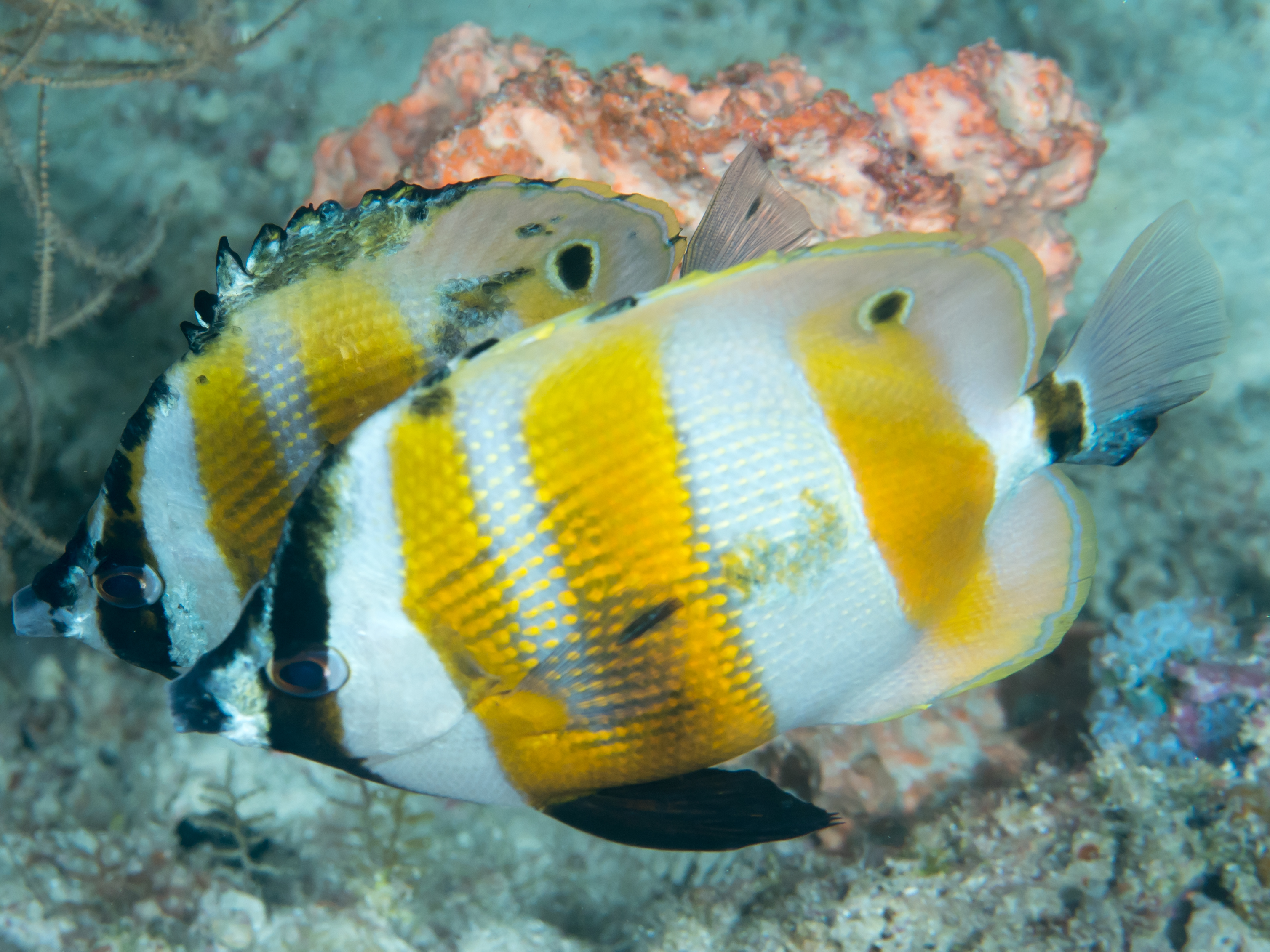
ペアのキスジゲンロクダイ

雑食で、主にカイメン、カイメンの周りの小動物などを食べる。
水深3-15mの岩礁域やサンゴ礁域にペアで生息している。

## 分布
西部太平洋。

## 人とのかかわり
観賞魚。